# Voyager 2
Voyager 2 è una sonda spaziale, una delle prime ad esplorare il sistema solare esterno, lanciata dalla NASA il 20 agosto 1977 e al 2025 ancora attiva. Fu lanciata da Cape Canaveral, a bordo di un razzo Titan IIIE pochi giorni prima della gemella Voyager 1, anch'essa appartenente al programma Voyager. L'orbita in cui fu immessa la sonda la portò a sfiorare i due pianeti giganti, Giove e Saturno. Durante il viaggio, i tecnici si resero conto che potevano sfruttare un allineamento planetario piuttosto raro per far proseguire la sonda verso i giganti ghiacciati, Urano e Nettuno. Dalla Voyager 2 proviene la maggior parte delle informazioni che abbiamo su questi due pianeti.
Il 5 novembre 2018 la sonda Voyager 2 ha oltrepassato l'eliopausa diventando il secondo oggetto costruito dall'uomo a uscire nello spazio interstellare, preceduto dalla Voyager 1.

## La missione

### Missione primaria
La Voyager 2 ha visitato quattro pianeti:
- Giove (9 luglio 1979)
- Saturno (26 agosto 1981)
- Urano (24 gennaio 1986)
- Nettuno (25 agosto 1989)

Passando accanto ai primi due, la Voyager 2 integrò le immagini e gli studi fatti dalla Voyager 1. I passaggi vicino a Urano e Nettuno furono invece i primi (e a tutt'oggi gli unici) incontri ravvicinati con questi due pianeti. Da allora la sonda si sta allontanando dal Sole, a velocità inferiore rispetto alla Voyager 1.

### Missione secondaria

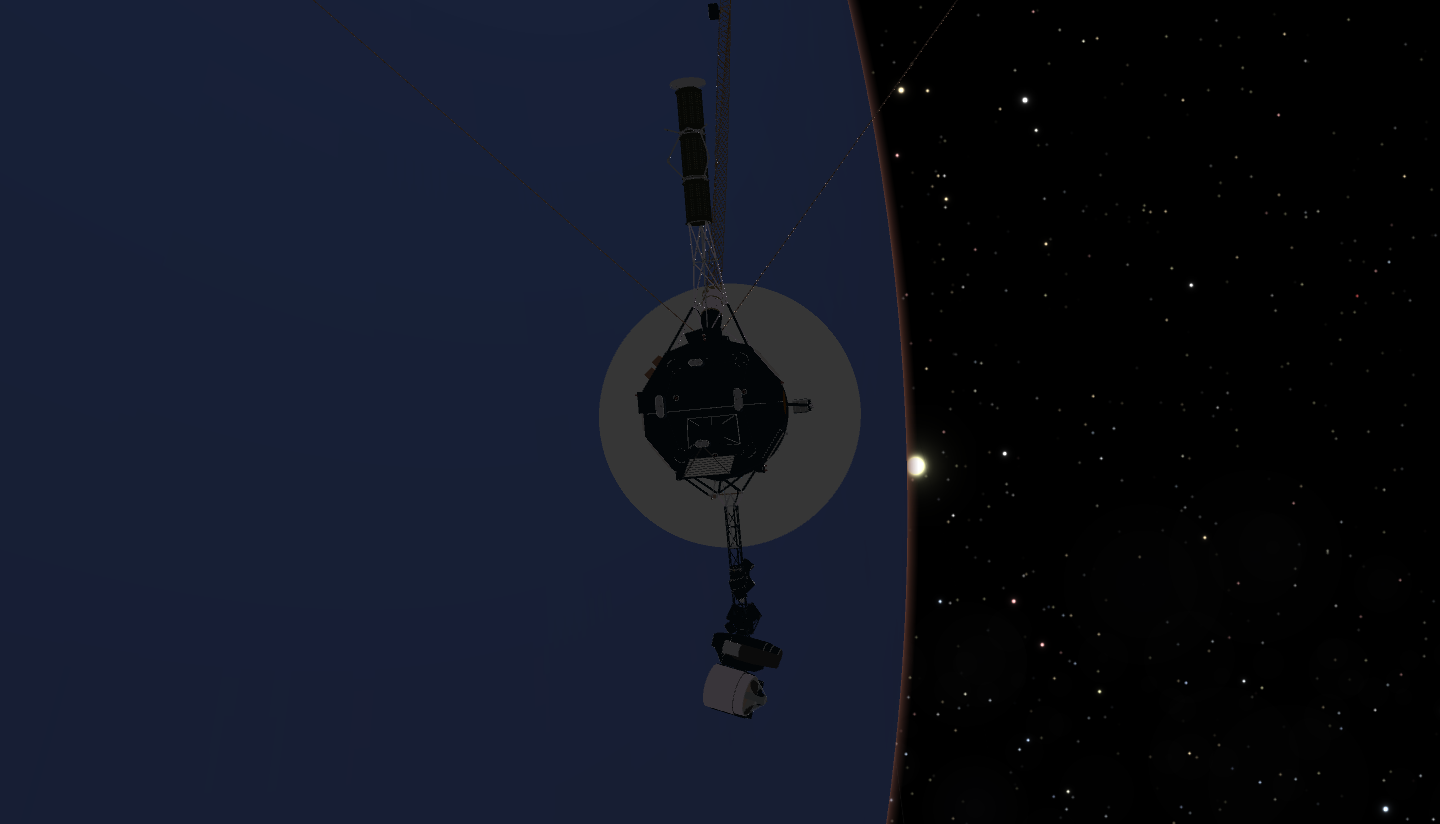
Illustrazione del Voyager 2 mentre passa dietro Nettuno

Dopo aver superato Nettuno, la sonda si è progressivamente allontanata dal Sole, dirigendosi verso i confini del sistema solare.

#### Termination shock
L'11 dicembre 2007 è stato comunicato che la sonda ha attraversato il termination shock, una zona di spazio dopo la quale il campo magnetico del Sole non ha più influenza; anche la Voyager 1 ha attraversato la stessa zona circa 3 anni prima, però non si avevano a disposizione dati certi a causa del rilevatore di vento solare non funzionante. La Voyager 2 è stata quindi la prima sonda ad avere rilevato e misurato il termination shock.
Le ultime informazioni indicano che la Voyager 2 avrebbe attraversato il termination shock nel settembre 2007.

### Stato attuale
La Voyager 2 è ancora funzionante ed è il terzo oggetto costruito dall'uomo più distante dalla Terra, dopo la sonda Voyager 1 e Pioneer 10; la Voyager 2 non sorpasserà mai la prima, mentre dovrebbe sorpassare la seconda nel 2023, anno stimato non considerando il diverso progressivo leggero rallentamento delle due sonde.
Il 13 agosto 2012 la Voyager 2 ha superato il record di longevità detenuto fino ad allora dalla sonda Pioneer 6 con 34 anni e 340 giorni di servizio.
Il 5 novembre 2018 lo strumento ha rilevato un brusco calo della velocità del vento solare e da quella data non ha più rilevato alcun flusso nell'ambiente circostante.
La conferma dell'uscita dall'eliosfera, compiuta il 5 novembre 2018, è stata fornita dallo strumento Plasma Science Experiment, che utilizza la corrente elettrica del plasma solare per rilevare la velocità, la densità, la temperatura, la pressione e il flusso del vento solare.
Il 29 ottobre 2020, presso la stazione Deep Space Station 43 (Dss43) di Canberra in Australia, a seguito di manutenzioni effettuate sull'antenna da 70 metri di diametro, gli operatori della Voyager 2 hanno inviato una serie di comandi alla sonda, per testare i nuovi componenti aggiornati dell'antenna; la sonda ha correttamente risposto con un segnale di ritorno, a conferma di aver ricevuto il messaggio della Dss43.
Il 1º ottobre 2024, a causa del progressivo calo di energia disponibile, è stata presa la decisione di disattivare lo strumento dello spettrometro al plasma (PLS), mantenendo però attivo il sottosistema delle onde al plasma (PWS).
Al 5 agosto 2025 la Voyager 2 si trova nello spazio interstellare alla distanza dal Sole di 140,425 au (2,10073×1010 km).
La sonda si sta allontanando dal Sole alla velocità di 15,3741 km/s.

### Futuro
La Voyager 2 è alimentata da una batteria RTG che le permetterà di funzionare, seppure in modo limitato, fino al 2025. In un comunicato stampa della NASA del 23 aprile 2023, è stato annunciato che la missione verrà estesa fino al 2026 ed oltre. Per contribuire a mantenere in funzione quegli strumenti nonostante un'offerta di energia in diminuzione verrà utilizzata una piccola riserva di energia di backup messa da parte come parte di un meccanismo di sicurezza integrato. Questa decisione consentirà alla missione di posticipare lo spegnimento di uno strumento scientifico fino al 2026, anziché entro la fine del 2024.
Secondo le previsioni, dopo aver raggiunto ed analizzato l'eliopausa pochi anni dopo la Voyager 1, che l'ha raggiunta nell'agosto 2012, dovrebbe in seguito raggiungere e analizzare anche lo spazio interstellare e l'ipotetico muro d'idrogeno (situato tra l'eliopausa e il bow shock), però sarà impossibile che la sonda sia ancora funzionante quando raggiungerà il bow shock situato a circa 230 UA dal Sole; nell'ipotesi che viaggi all'attuale velocità, si può stimare il raggiungimento di tale zona nel 2052, ma in realtà occorrerà più tempo a causa del progressivo leggero rallentamento della sonda.
Tra circa 40000 anni passerà a circa 1,7 anni luce dalla stella Ross 248, distante dal Sole 10,32 anni luce, situata nella costellazione di Andromeda (a quell'epoca Ross 248 sarà la stella più vicina al Sole, a circa 3 anni luce).; inoltre, tra circa 296000 anni passerà a circa 4,3 anni luce dalla stella Sirio, distante dal Sole 8,6 anni luce.

## Voyager Golden Record

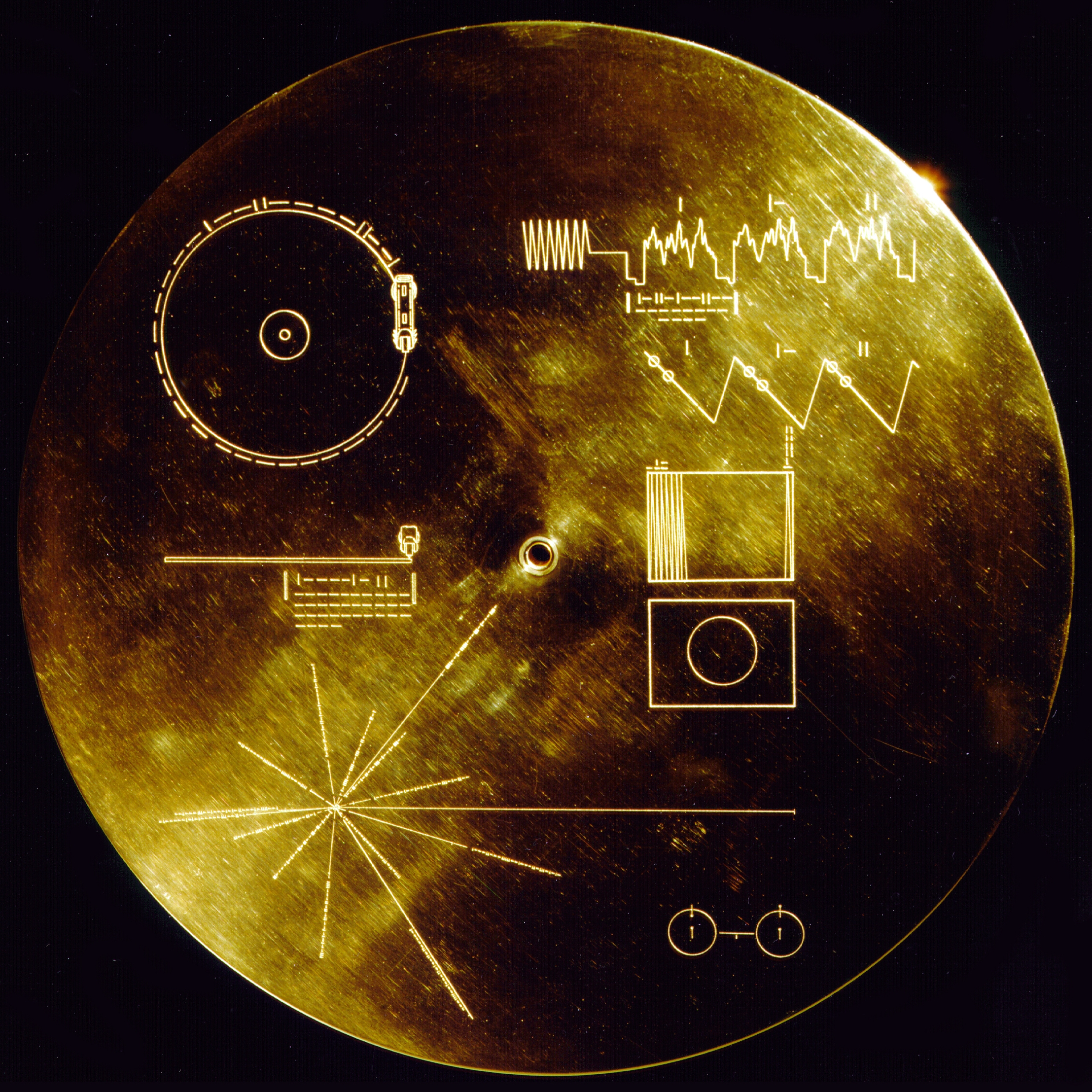
La custodia del Voyager Golden Record

Il Voyager Golden Record è un disco registrato placcato in oro contenente immagini e suoni provenienti dalla Terra, che la sonda, così come il Voyager 1, porta con sé. I contenuti della registrazione furono selezionati da un comitato presieduto da Carl Sagan. Le istruzioni per accedere alle registrazioni e alle foto sono incise sulla custodia del disco, nel caso che qualche forma di vita intelligente lo trovasse.